# 梅津達男
梅津 達男（うめづたつお、1949年12月18日 - ）、福島県郡山市出身のレコーディング & ミキシング・エンジニア。フリーランス前のビクター以外のレコード会社の作品でエンジニアに関わった作品では本名が使えなかった為、別名義で参加している作品もある。

## 来歴・人物
- 1968年、日本ビクター㈱入社。RVC（当時）録音部に所属。
- 1979年、CBS・ソニー六本木スタジオ、チーフ・エンジニア就任。
- 1983年、フリーランスエンジニアとなる。
- 1986年、Sound Valley Studio設立とともにチーフエンジニアを務める。
- 1987年、DELTA Studio設立に伴いチーフエンジニアを務める。
- 1999年～、日本ミキサー協会設立とともに理事長に就任。
- 2003年、DELTA Studio解散。
- 2003年、(株)ミキサーズ･ラボにスケジュールを預けるとともに取締役顧問となり現在に至る。

## レコーディング参加作品
はちみつぱい
- 『センチメンタル通り』（佐賀次郎名義[1]。）
  - CD盤に追加収録されたシングル「君と旅行鞄（トランク」とB面の「酔いどれダンス･ミュージック」のエンジニアは大瀧詠一（笛吹銅次名義）

はっぴいえんど
- 『風街ろまん』（「春らんまん」以外の大瀧詠一ボーカル曲のみ、近藤むさし（大瀧詠一考案）名義）